# Gare de Minsk-Passajyrski
La gare de Minsk-Passajyrski (en biélorusse : Мінск-Пасажырскі ; en russe : Минск-Пассажирский, litt. « Minsk-Passager ») est la principale gare ferroviaire de Minsk, capitale de la Biélorussie. Elle est située au centre de la ville.

## Histoire
La gare est construite en 1871. Elle s'appelle alors gare de Vilnius (en biélorusse : Віленскі вакзал ; en russe : Виленский вокзал) et se situe sur la Ligne de chemin de fer Libau-Romny. Le bâtiment original, en bois, est démoli en 1890 et reconstruit en briques rouges, avec une passerelle en fer passant au-dessus des rails qui sera conservée jusqu'en 1964, date à laquelle elle sera remplacée par un passage souterrain. Durant la Seconde Guerre mondiale, la gare est entièrement détruite. Elle est reconstruite en 1945-1946 et sert jusqu'en 1991. De cette gare stalinienne, seul demeure le bâtiment de la gare suburbaine datant de 1955, accueillant désormais les caisses pour les trajets internationaux. Le nouveau bâtiment de la gare Minsk-Passajyrski est construit entre 1991 et 2002. La durée des travaux s'explique par des difficultés financières. Un système de souterrains relie la gare aux différents quais, à la place de la Gare, à la gare routière centrale et à la station de métro Place de Lénine.

## Service des voyageurs

### Desserte
Minsk-Passajyrski est la gare principale de transport de passagers de Biélorussie. Située au centre du pays, elle relie les différentes villes principales des différentes voblasts. Elle est aussi un lieu de transit important entre différents trains internationaux de l'Ouest de l'Europe et la Russie et l'Ukraine. Parmi les lignes internationales passant par Minsk-Passajyrski, on peut noter Vienne-Moscou, Amsterdam-Moscou, Sofia-Moscou, Minsk-Irkoutsk, Riga-Odessa ou encore Berlin-Novossibirsk, Oufa, Astana, Adler ou d'autres villes russes.

### Intermodalité
La place de la gare (en biélorusse : Прывакзальная плошча) est la place située devant Minsk-Passajyrski. Elle accueille également la gare routière centrale, des bâtiments de l'Université biélorusse d'État, le centre commercial Galileo et la Porte de Minsk. Il s'agit de deux tours de onze étages de style stalinien impérial placées de chaque côté de la rue Kirov (qui fait face à la gare) et faisant le coin de bâtiments à cinq étages placés de manière symétrique autour d'elles. Une tour est décorée d'une horloge — qui, avec son cadran de 3,5 m de diamètre, est la plus grande de Biélorussie —, l'autre du blason de la RSS de Biélorussie. Elles sont également ornées de plusieurs statues représentant un ouvrier, une kolkhozienne, un ingénieur et un soldat. Démontées dans les années 1970 à cause de l'usure des matériaux, elles sont restaurées dans les années 2000.

## Galerie d'images

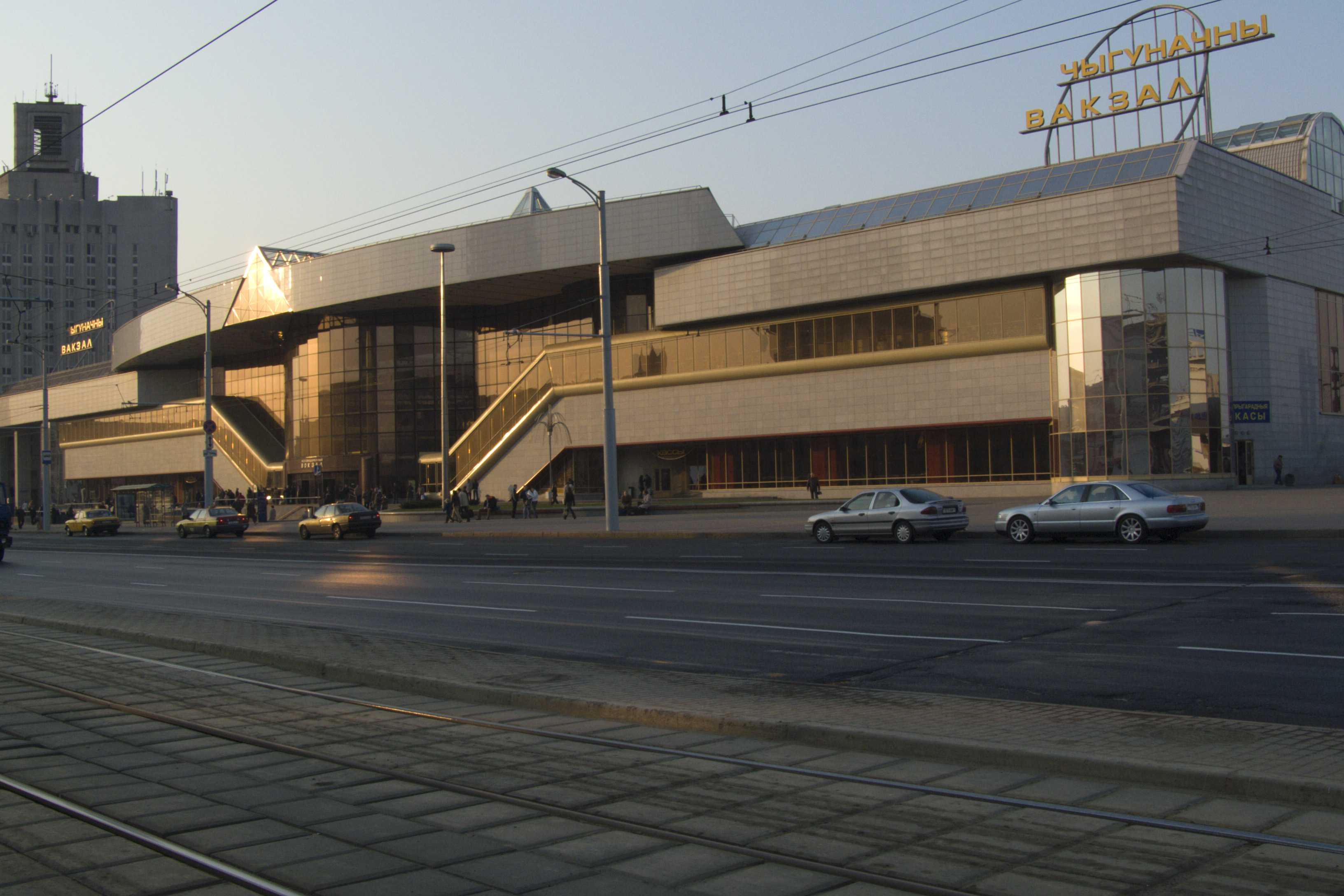
La gare depuis la place
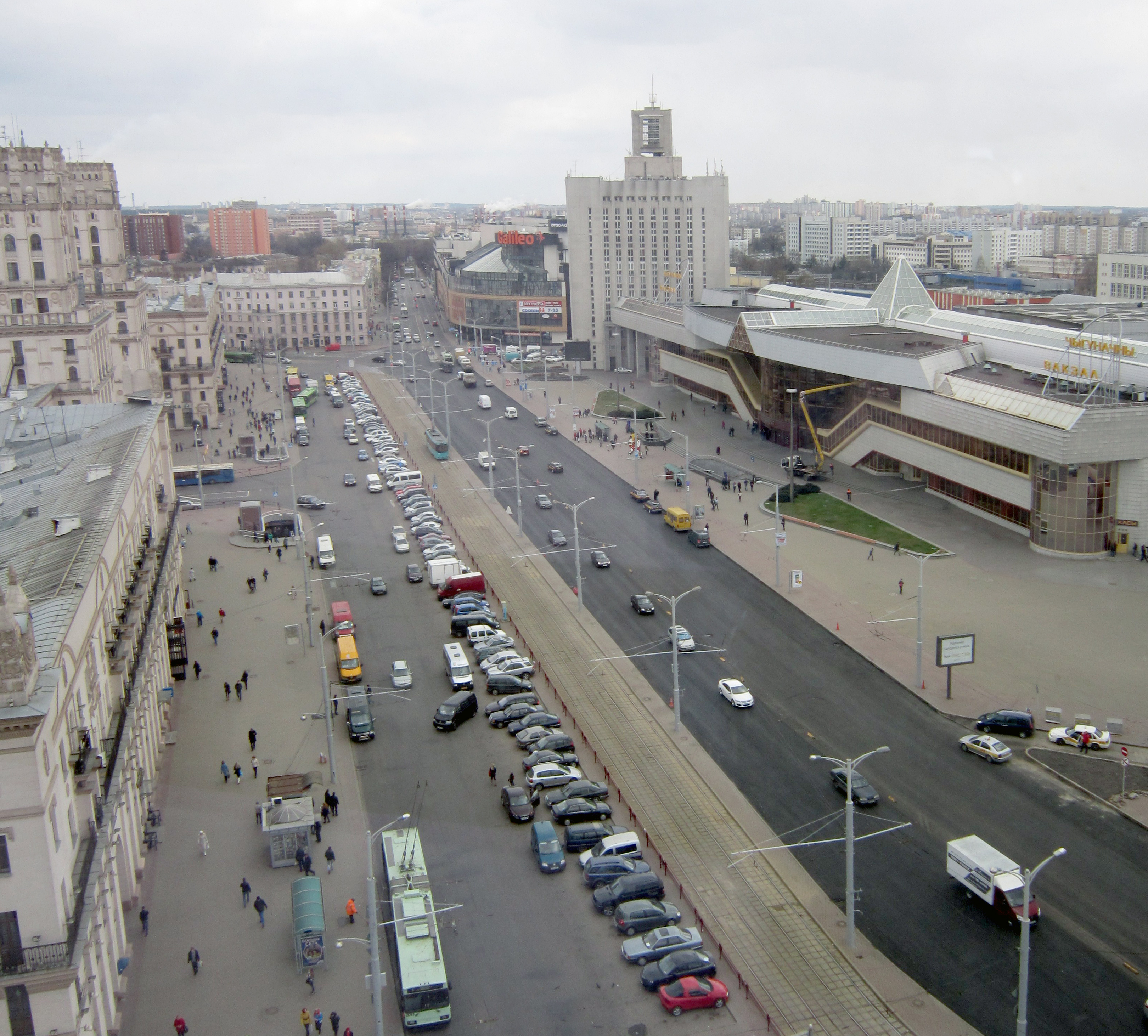
Vue d'ensemble de la place de la Gare
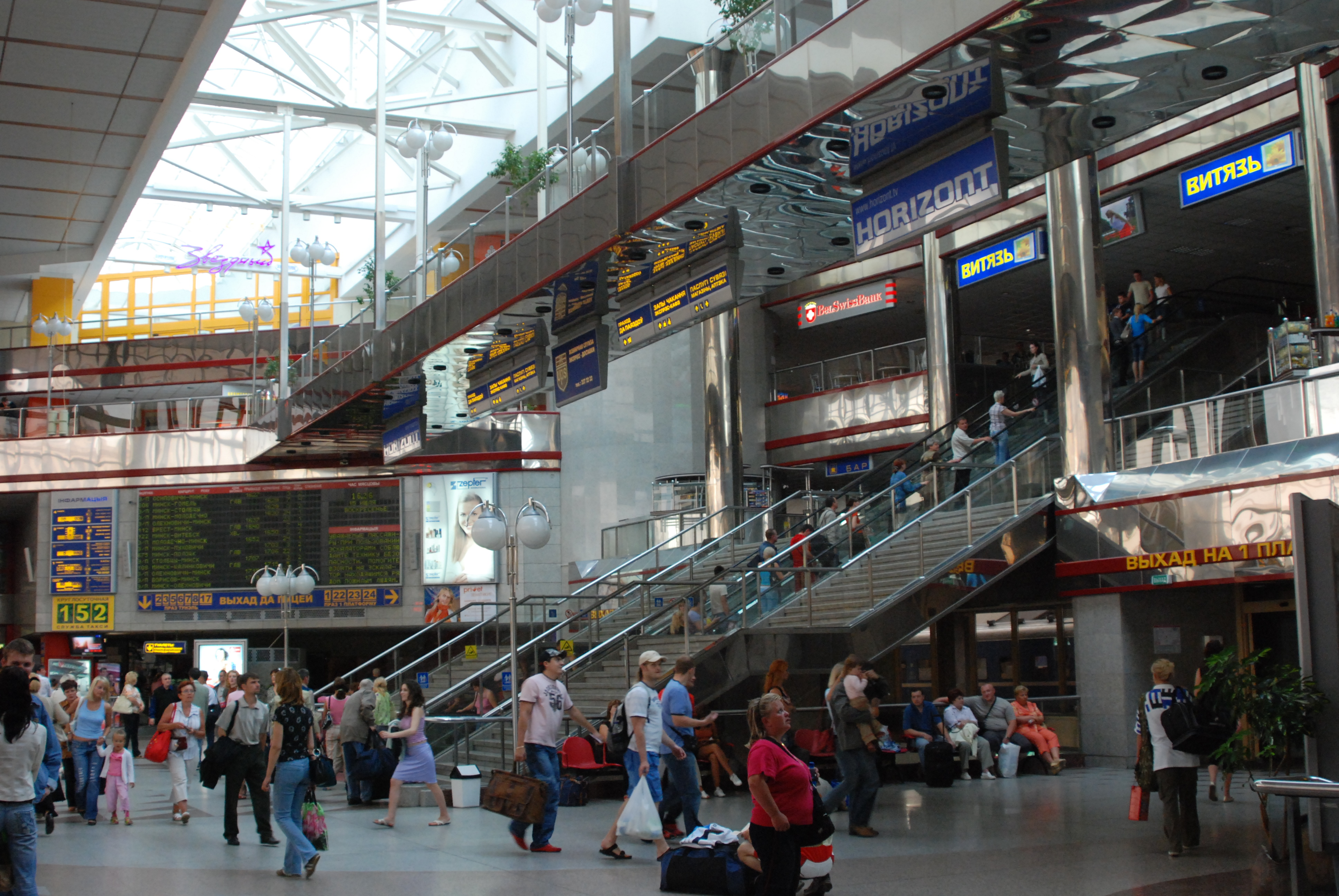
Hall de la gare
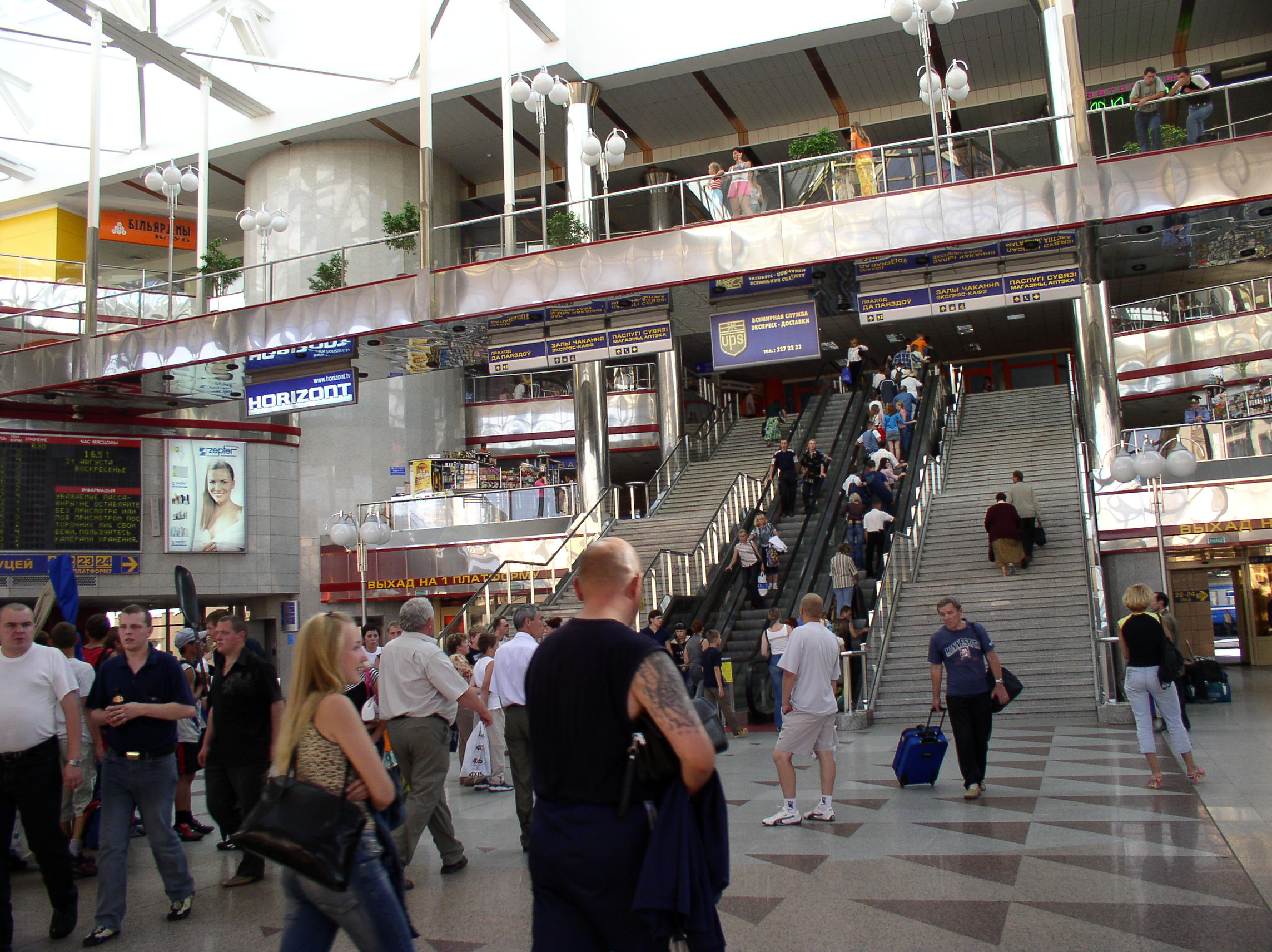
Hall de la gare
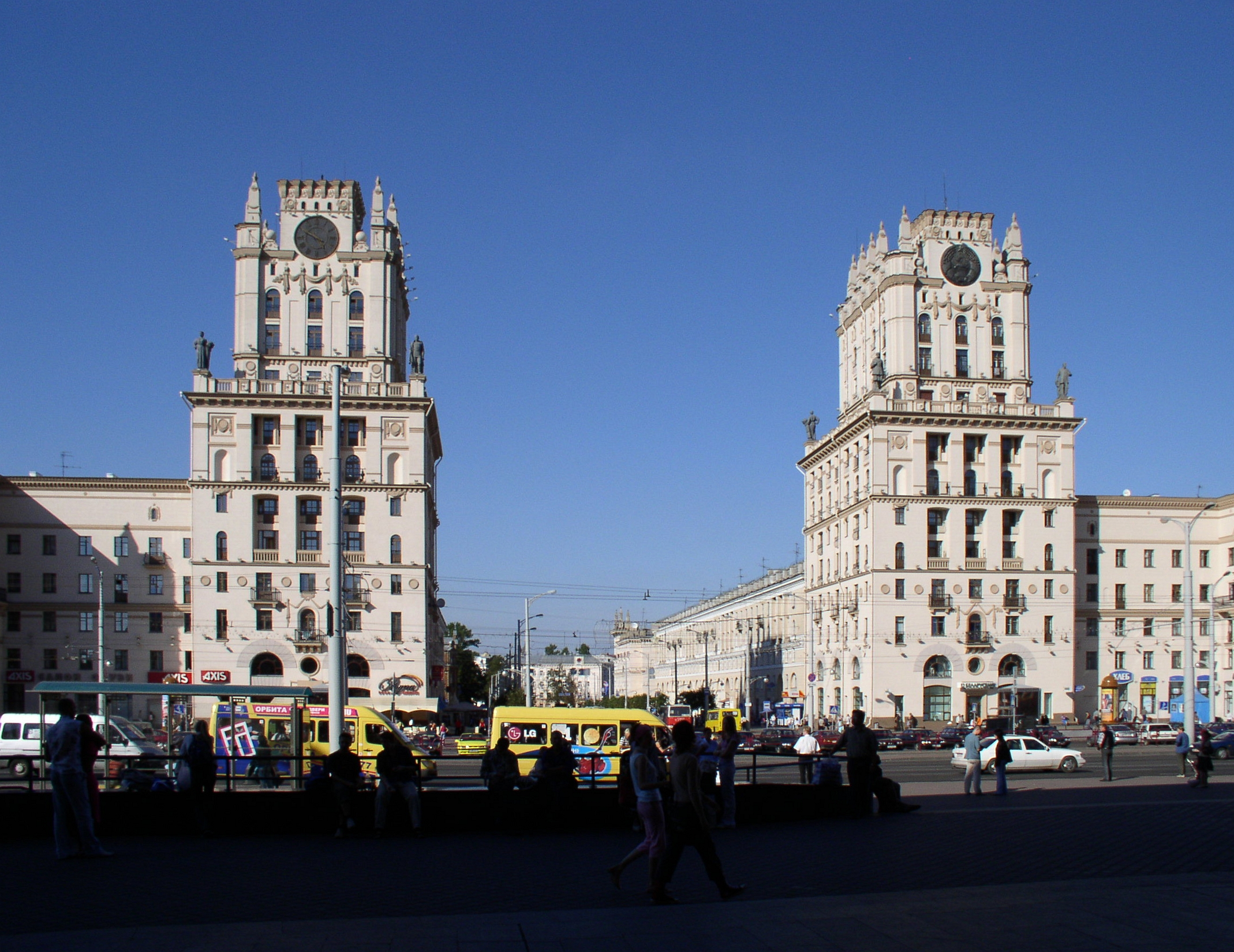
Porte de Minsk
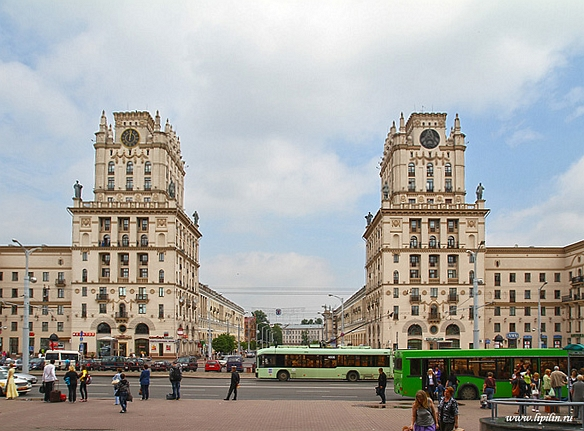
Porte de Minsk
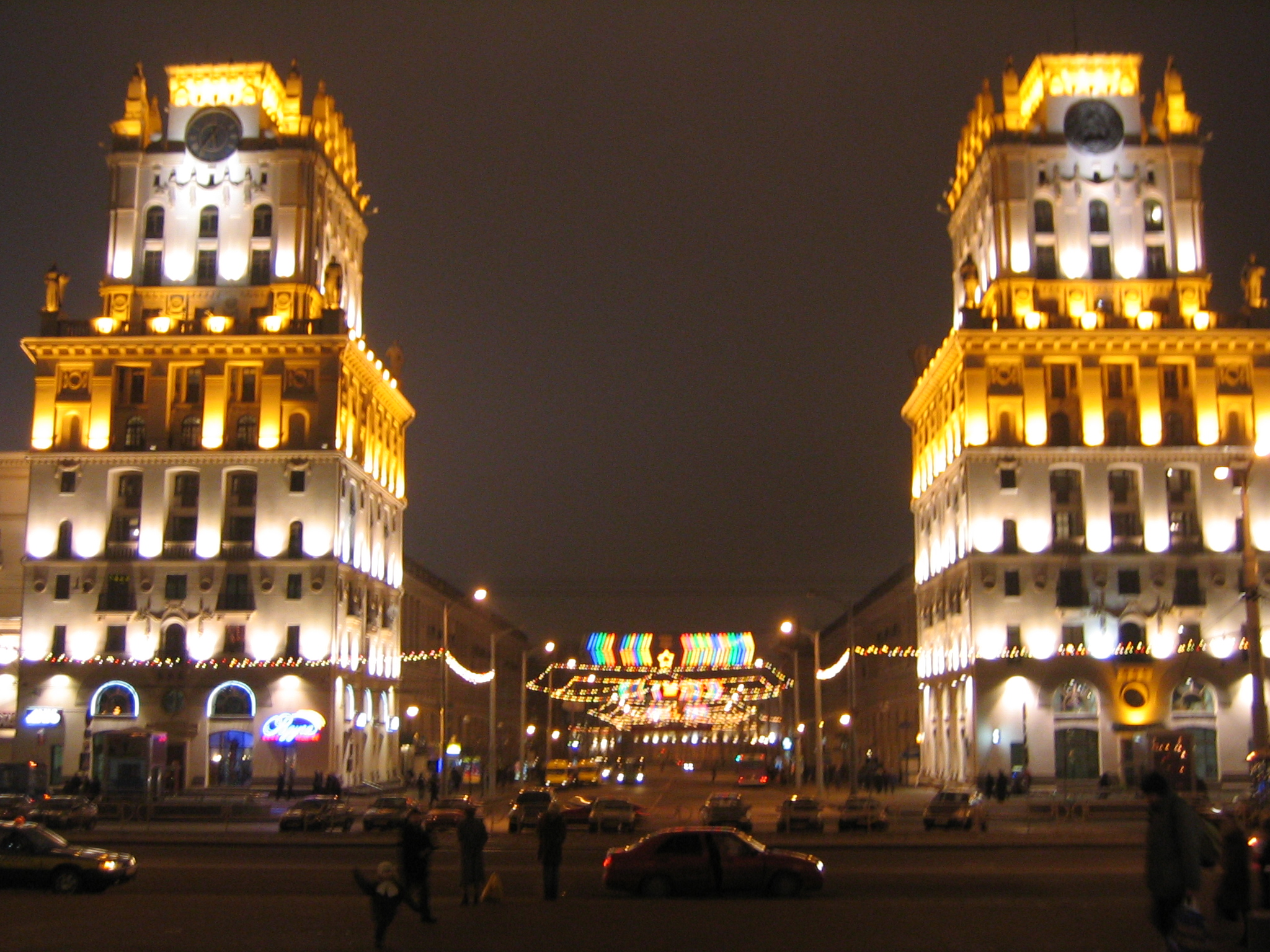
La Porte de Minsk de nuit
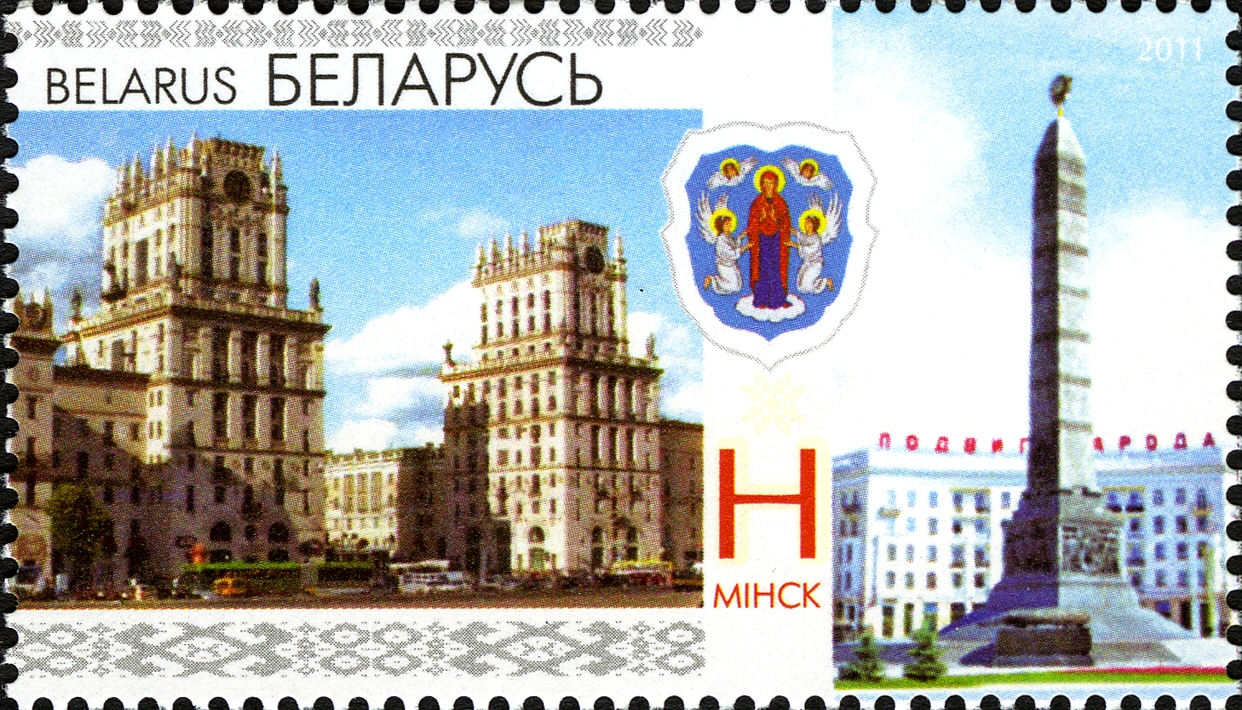
Timbre où figure la Porte de Minsk
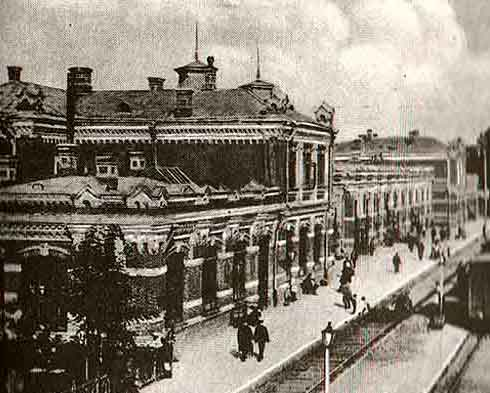
La gare, alors nommée gare de Vilnius siège de la Ligne de chemin de fer Libau-Romny
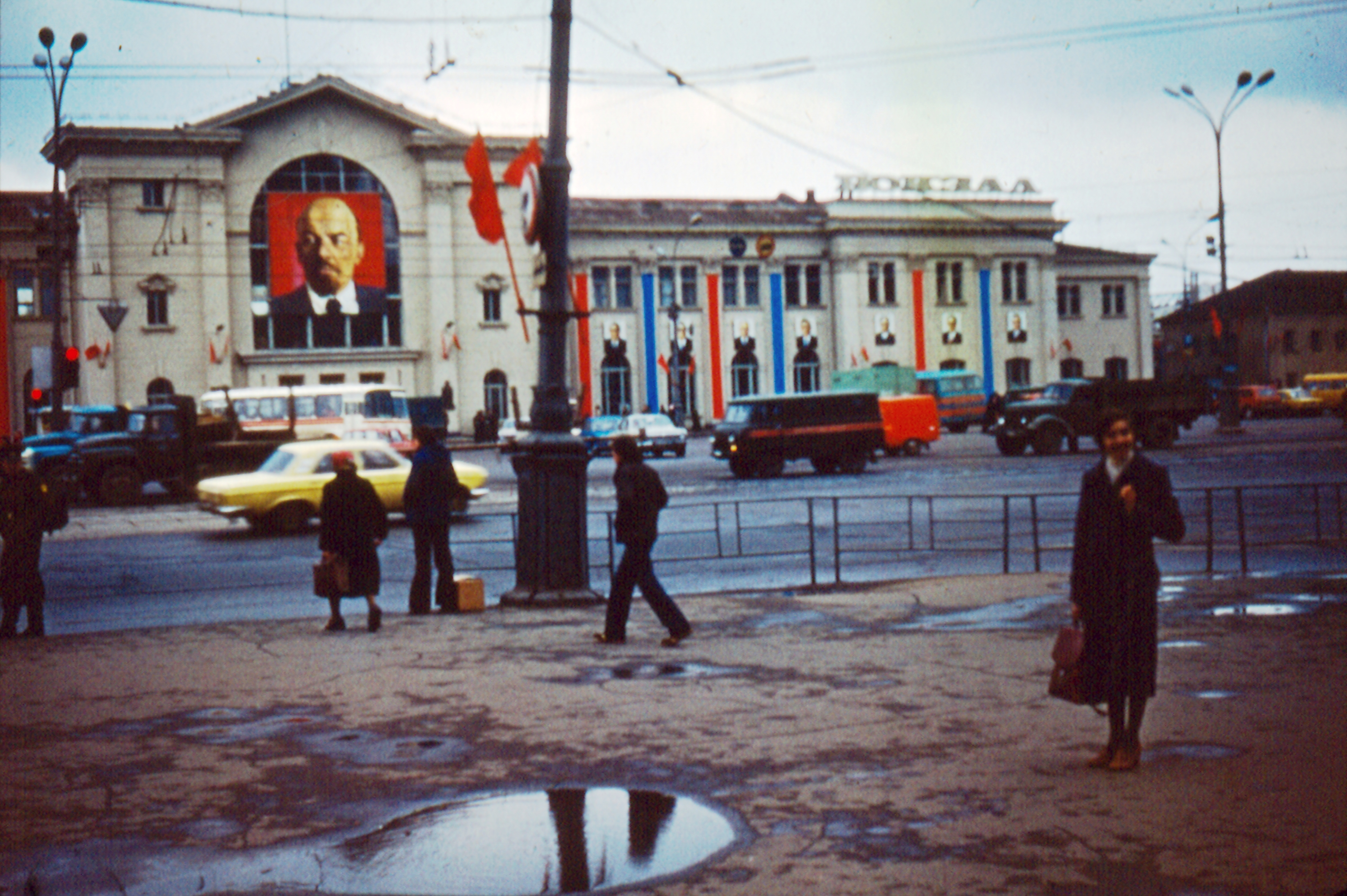
La gare en 1981.